# Deskriptiv poetik
Deskriptiv poetik er en litteraturteoretisk tilgang til at arbejde med litteratur. Begrebet poetik går tilbage Aristoteles og er blevet brugt på mange forskellige måder. David Gorman skriver, at "If criticism is the study of literary works, poetics is the study of the features of those works, that is, the properties they can share: [...] its topic is any shared or shareable feature of literary works." Det handler altså om generelle karakteristikker af litterære stile og perioder. Ifølge litteraturforskeren Brian McHale (en) indtager den deskriptive poetik en ”mellemposition” mellem teoretisk orienterede læsninger og så analyser af fx enkeltværker. I McHales øjne er formålet med deskriptiv poetik at ”give udtømmende redegørelser af forskellige slags objekter”, der så enten kan være en enkelt tekst eller gruppe af tekster, en enkelt forfatters produktion, en genre, en litteraturhistorisk periodes stil eller specifikke litterære stilarter. For McHale er tilgangen ikke defineret så meget af, hvad den studerer, men mere måde hvorpå den arbejder med generalisering i det analytiske arbejde. Tilgangen fik et forum i det kortlivede tidsskrift PTL: A Journal of Descriptive Poetics and Theory of Literature, der dog hurtigt blev efterfulgt af det mere succesfulde Poetics Today. Ifølge litteraten Uni Margolin var tilgangen meget udbredt i første halvdel af det 20. århundrede (især i  Tyskland), men er siden ikke blevet vist meget opmærksomhed, da den ikke er lige så teoretisk orienteret som mange andre litterære analysestrategier.